# Balatonszárszó, Somogy
Balatonszárszó  este un sat în districtul Siófok, județul Somogy, Ungaria, având o populație de 2.010 locuitori (2011). 

## Demografie
Componența etnică a satului Balatonszárszó
     Maghiari (95,18%)
     Germani (3,65%)
     Necunoscut (0,55%)
     Alții (0,61%)
Componența confesională a satului Balatonszárszó
     Romano-catolici (42,24%)
     Reformați (17,51%)
     Fără religie (7,96%)
     Luterani (5,87%)
     Necunoscută (25,22%)
     Alte religii (2,49%)
Conform recensământului din 2011, satul Balatonszárszó avea 2.010 locuitori. Din punct de vedere etnic, majoritatea locuitorilor (95,18%) erau maghiari, cu o minoritate de germani (3,65%). Apartenența etnică nu este cunoscută în cazul a 0,55% din locuitori. Nu există o religie majoritară, locuitorii fiind romano-catolici (42,24%), reformați (17,51%), persoane fără religie (7,96%) și luterani (5,87%). Pentru 25,22% din locuitori nu este cunoscută apartenența confesională.